# Microrelieful carstic de la Cetățeni
Microrelieful carstic de la Cetățeni este o arie protejată de interes național ce corespunde categoriei a IV-a IUCN (rezervație naturală de tip geologic și peisagistic), situată în județul Argeș, pe teritoriul administrativ al comunei Cetățeni.
Rezervația naturală declarată prin Legea Nr.5 din 6 martie 2000, se află în partea de sud a Munților Leaota, la o altitudine de 800 m, în partea nordică a satului Cetățeni, în versantul stâng al râului Dâmbovița și se întinde pe o suprafață de 10 hectare.
Aria naturală reprezintă o zonă cu relief carstic rezultat din procesele de eroziune, coroziune și alterare biochimică a rocilor, alcătuit din abrupturi stâncoase, coloane, vârfuri, calcare stâncoase, lapiezuri; de interes geologic și peisagistic.